# Maratonul internațional București

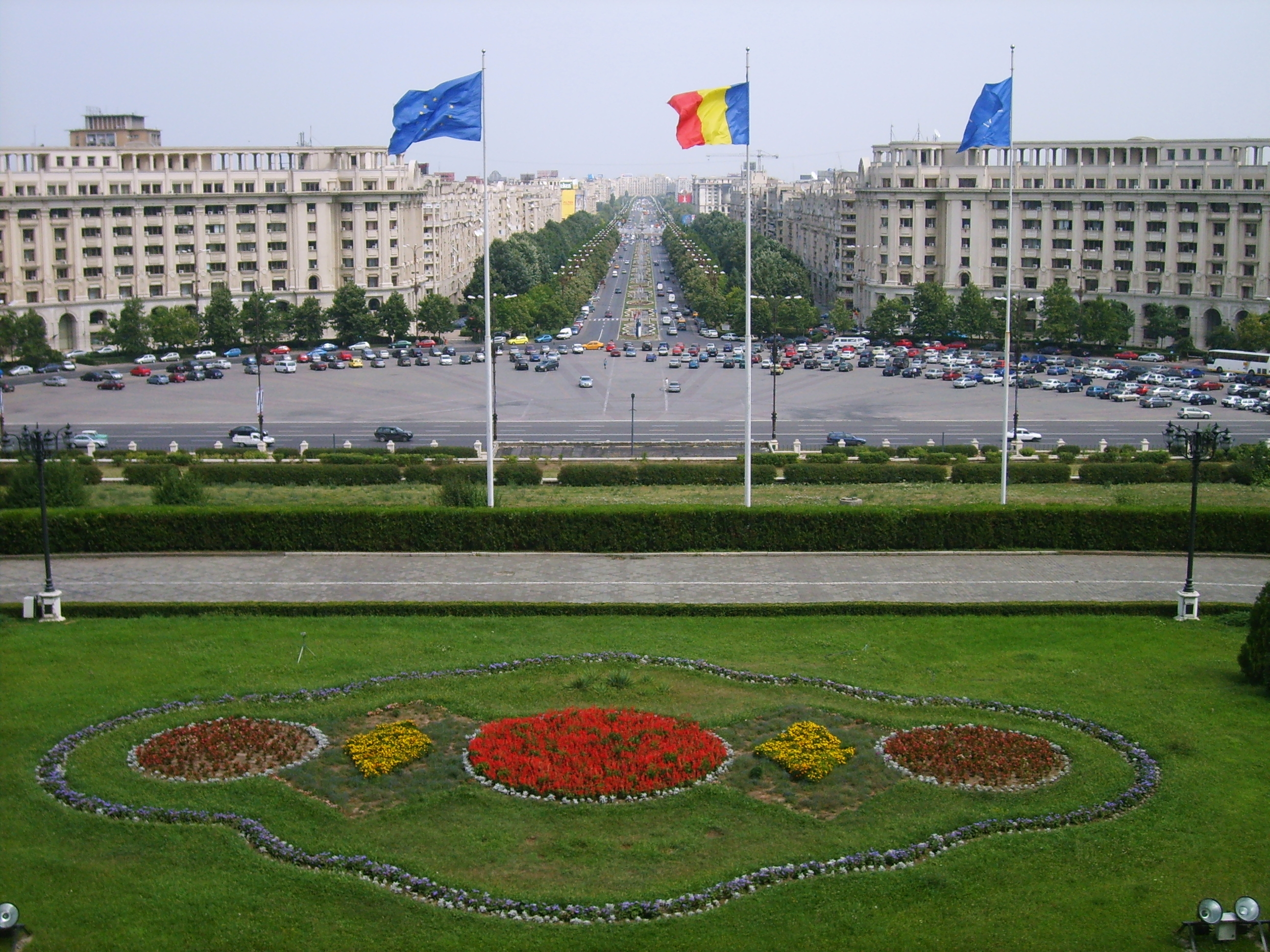
Startul și sosirea sunt în Piața Constituției

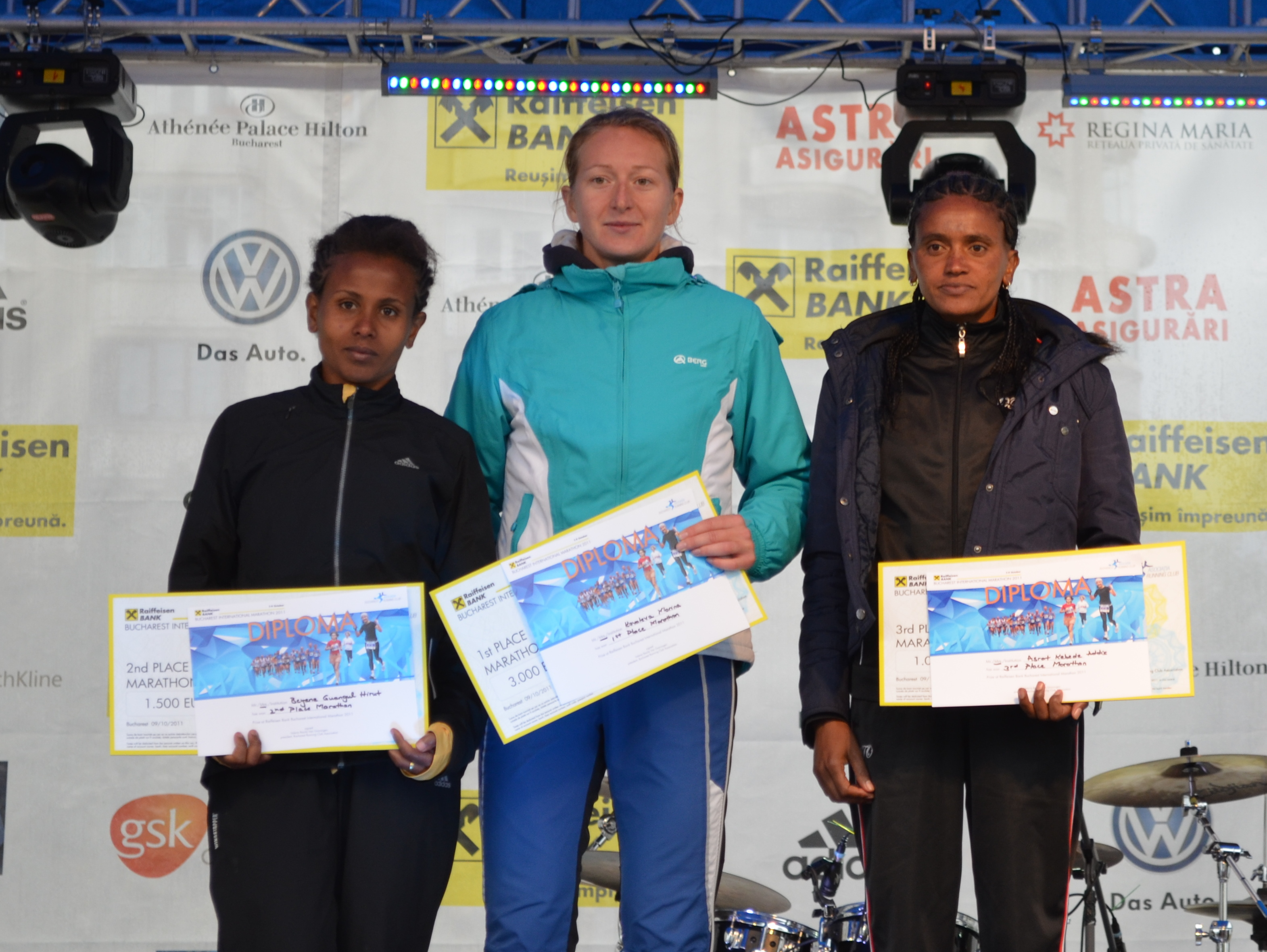
Podiumul feminin din 2011

Maratonul internațional București este o competiție anuală de maraton care are loc în București în luna octombrie. Este organizată de Bucharest Running Club. Pe lângă proba de maraton, sunt organizate și curse de semimaraton, 10 km, ștafetă (4x10,548 km) și curse populare pentru adulți (4 km) și copii (1 km). Având 16.000 de participanți este cel mai mare eveniment sportiv în România.
Prima ediție a unui maraton în București a fost în anul 1992. Competiția s-a desfășurat apoi anual, cu o întrerupere în intervalul 2005-2007. În organizarea din prezent, Maratonul Internațional București se desfășoară anual din 2008.

## Câștigători proba de maraton
| An   | Bărbați               | Bărbați           | Timp    | Femei                      | Femei             | Timp    |
| ---- | --------------------- | ----------------- | ------- | -------------------------- | ----------------- | ------- |
| 2008 | Maundo Francis Muendo | Kenya             | 2:15:48 | Valentina Delion           | Republica Moldova | 2:49:52 |
| 2009 | Yator Erik Chemboi    | Kenya             | 2:20:35 | Daniela Cîrlan             | România           | 2:44:49 |
| 2010 | Duncan Koech          | Kenya             | 2:13:59 | Sviatlana Konhan           | Belarus           | 2:35:13 |
| 2011 | Tekla Metafeira Getu  | Etiopia           | 2:17:21 | Marina Kovaleva            | Rusia             | 2:32:20 |
| 2012 | Felix Kangogo         | Kenya             | 2:15:19 | Almaz Nagede Fekade        | Etiopia           | 2:38:09 |
| 2013 | Victor Chelokoi       | Kenya             | 2:14:05 | Tigist Worku Neri          | Etiopia           | 2:37:28 |
| 2014 | Michael Kipyego       | Kenya             | 2:13:37 | Paula Todoran              | România           | 2:41:23 |
| 2015 | Patrick Kimeli        | Kenya             | 2:13:16 | Warjik Zeritu              | Etiopia           | 2:48:52 |
| 2016 | James Barmasi Kiptum  | Kenya             | 2:15:05 | Warjik Zeritu              | Etiopia           | 2:40:33 |
| 2017 | Duncan Koech          | Kenya             | 2:13:13 | Almaz Erba                 | Etiopia           | 2:46:06 |
| 2018 | Hosea Kipkemboi       | Kenya             | 2:11:31 | Almaz Erba                 | Etiopia           | 2:41:29 |
| 2019 | Hosea Kipkemboi       | Kenya             | 2:10:51 | Sophia Chesire             | Kenya             | 2:33:36 |
| 2020 | anulat                | anulat            | anulat  | anulat                     | anulat            | anulat  |
| 2021 | Ivan Sirius           | Republica Moldova | 2:16:35 | Adela Bățoi                | România           | 2:47:25 |
| 2022 | Alexandru Corneschi   | România           | 2:15:58 | Adela Bățoi                | România           | 2:48:09 |
| 2023 | Mohamed Chaaboud      | Maroc             | 2:17:19 | Mekonnen Serkalem Mengiste | Etiopia           | 2:37:44 |
| 2024 | Nicolae Soare         | România           | 2:20:29 | Sana Achahbar              | Maroc             | 2:39:05 |